# 페디노모나스과
페디노모나스과(Pedinomonadaceae)는 알파 분류학에서, 녹조식물문에 속하는 조류과의 하나이다. 작은 단세포 조류(3 µm 이하)이다. 각 세포는 하나의 편모를 가지고 있다. 마미엘라목 또는 갈파래강에 포함시키는 제안도 있으나, 확신할 정도로 연구가 진척된 것은 아니다.

## 하위 속
- 아니소모나스속 (Anisomonas)
- 클로로키트리디온속 (Chlorochytridion)
- 디오리티카모나스속 (Dioriticamonas)
- 페디노모나스속 (Pedinomonas)